# Milkha Singh
Milkha Singh (sinh ngày 20 tháng 11 năm 1929 - mất ngày 18 tháng 6 năm 2021), là một cựu vận động viên điền kinh huyền thoại của Ấn Độ. Ông đã giúp Ấn Độ giành được huy chương vàng cự li 400m tại Đại hội thể thao Khối Thịnh vượng chung, 4 lần giành huy chương vàng tại Đại hội thể thao châu Á. Ông là niềm tự hào của người Ấn Độ, trở thành một huyền thoại trong môn điền kinh và một biểu tượng của thể thao Ấn Độ.
Milkha đến với môn điền kinh khi ông đang là một người lính trong quân đội Ấn Độ. Thành công lớn đầu tiên trong sự nghiệp của ông là phá kỷ lục đường đua 400m giải vô địch điền kinh Ấn Độ. Tuy ông chưa bao giờ thành công ở đấu trường Olympic Thế giới, nhưng ông được The Independent đánh giá là "kẻ thua cuộc hào hiệp".
Trong giải thể thao giao hữu Ấn Độ - Pakistan lần đầu tiên được tổ chức nhằm thiết lập quan hệ hòa bình giữa hai nước, ông đã đánh bại Abdul Khaliq, ngay sau đó để vinh danh ông, thủ tướng Ấn Độ Jawaharlal Nehru đã tuyên bố một ngày nghĩ quốc gia, ngày quốc gia Milkha. Trên bụt nhận huy chương vàng giải thể thao hữu nghị Ấn Độ - Pakistan, Tướng Pakistan Ayub Khan đã nói: "Sẽ không bao giờ có ai chạy được như cậu, cậu không phải chạy mà là bay, Pakistan tặng cho cậu danh hiệu The Flying Sikh (Người Sikh bay) cùng niềm tự hào và vinh hạnh".
Cuộc đời và sự nghiệp chạy điền kinh của ông đã được tái hiện lại qua bộ phim Bhaag Milkha Bhaag (2013) bởi đạo diễn Rakeysh Omprakash Mehra.
Ông qua đời vì COVID-19 vào ngày 18 tháng 6 năm 2021 hưởng thọ 91 tuổi.